# Västrums landskommun
Västrums landskommun var en tidigare kommun i Kalmar län.

## Administrativ historik
När 1862 års kommunalförordningar trädde i kraft inrättades i Sverige cirka 2 500 kommuner. Huvuddelen av dessa var landskommuner (baserade på den äldre sockenindelningen), vartill kom 89 städer och åtta köpingar. I Västrums socken i Södra Tjusts härad i Småland inrättades då denna kommun.
Vid kommunreformen 1952 uppgick den i storkommunen Gladhammar.
År 1971 upplöstes Gladhammars landskommun och detta område uppgick då i Västerviks kommun.

## Politik

### Mandatfördelning i Västrums landskommun 1938-1946
| 4 | 16 |

| 20 |

| 20 |

| 20 |

| 20 |

| 20 |